# Simon Guggenheim

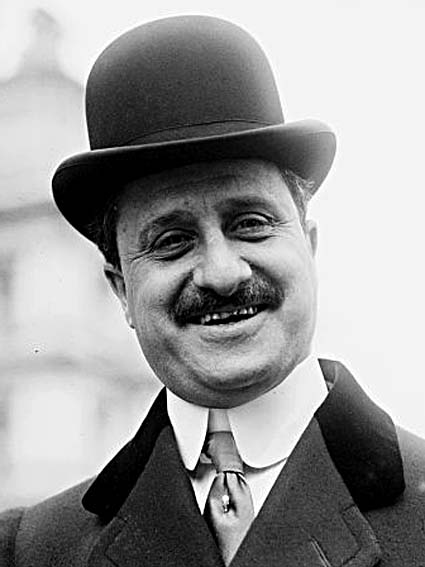
Simon Guggenheim

John Simon Guggenheim (* 30. Dezember 1867 in Philadelphia; † 2. November 1941 in New York City) war ein US-amerikanischer Industrieller und Politiker.

## Leben
Simon Guggenheim wurde 1867 als Sohn von Meyer Guggenheim und jüngerer Bruder von Daniel Guggenheim und Solomon R. Guggenheim in Philadelphia geboren. Er wohnte zeitweise in Denver und vertrat zwischen 1907 und 1913 Colorado im Senat der Vereinigten Staaten für die Republikanische Partei. Während dieser Zeit war er Mitglied des Committee to Establish a University of the United States. Von 1919 bis 1941 war Simon Guggenheim der Präsident der American Smelting and Refining Company.
Simon Guggenheims Ehefrau war Olga Hirsh. Ihr Sohn John Simon Guggenheim starb im Jahr 1922 kurz nach seiner Geburt. Zusammen mit seiner Ehefrau gründete Simon Guggenheim in Folge die John Simon Guggenheim Memorial Foundation, welche im Gedenken an seinen Sohn Guggenheim-Stipendien an amerikanische Künstler vergibt. Daneben spendeten sie Geld an verschiedene Bildungs-Institutionen.